# Mitrailleuse Hotchkiss modèle 25

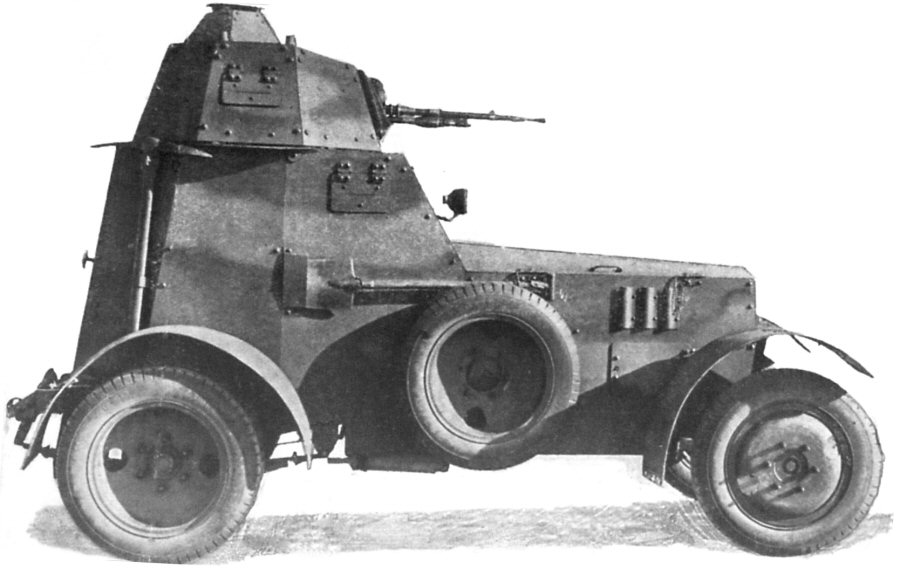
Voiture blindée modèle 34 armée de la mitrailleuse modèle 25

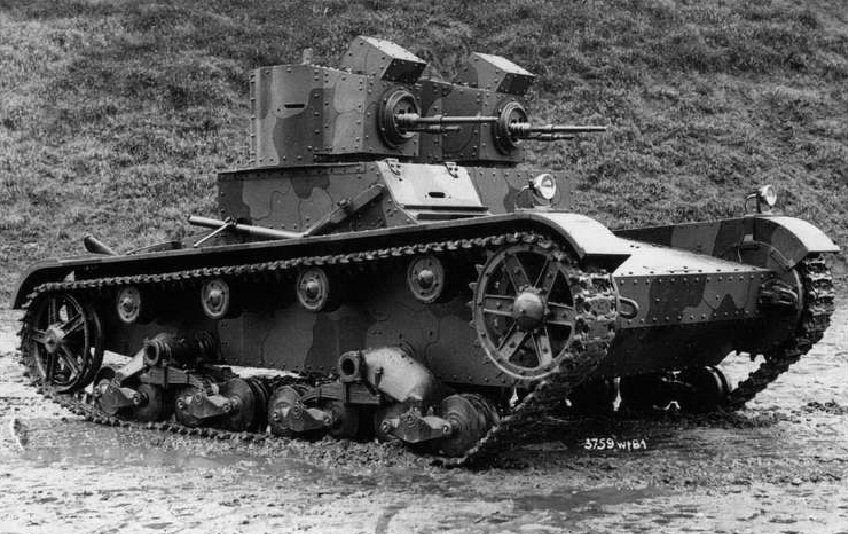
Char polonais Vickers Mark E armé de deux mitrailleuses modèles 25

La mitrailleuse lourde Hotchkiss modèle 1925 (en polonais Ciężki karabin maszynowy wz. 25 Hotchkiss) était un dérivé polonais de la mitrailleuse Hotchkiss modèle 1914, rechambré pour des munitions de 7,92 × 57 mm Mauser, fabriquée pour l’armée polonaise.

## Conception
La mitrailleuse modèle 1925 a été créé au tournant de 1924 et 1925. Ce n’était pas une arme réussie, la modification était superficielle et n’incluait pas l’adaptation du canon à la nouvelle cartouche. Cela a entraîné une mauvaise précision et un fort échauffement du canon. Par conséquent, cette arme a été rapidement retirée de l’infanterie et envoyée aux unités d’artillerie et au Corps de protection des frontières. Finalement, après avoir remplacé leurs canons, les mitrailleuses ont été utilisées comme armement pour les véhicules blindés. Elles ont été utilisées dans la campagne de septembre 1939. Certains exemplaires ont été capturés par la Wehrmacht lors de l’invasion allemande et remis au service de l’Allemagne. Ils ont reçu la désignation de « 7,9 mm sMG 238 (p) » dans l’armée allemande, le « p » entre parenthèses désignant le pays d’origine (ici Poland).

## Historique

### Une tentative d’unification des mitrailleuses dans l’armée polonaise
Après la fin de la Première Guerre mondiale, l’armée polonaise disposait de toute une panoplie d’armes légères, produites par les Empires centraux et les Alliés. Après la fin des combats pour les frontières, qui ont duré dans les années 1918-1921, il a été décidé d’uniformiser l’armement de l’armée polonaise.
En 1921, la Conférence des ambassadeurs décida d’accorder à la Pologne l’usine d'armement ex-allemande Königliche Gewehrfabrik située à Gdańsk. À la suite de cet événement, il a été décidé que le fusil réglementaire dans l’armée polonaise serait le Mauser Gewehr 98, et par conséquent la cartouche de fusil de base serait la cartouche Mauser de 7,9 mm.
L’adoption de la cartouche de fusil Mauser de 7,92 mm comme cartouche réglementaire a causé un problème avec la mitrailleuse. La seule mitrailleuse lourde tirant cette munition était la Maxim MG 08 allemande. Cependant, les mitrailleuses de ce type appartenant à la Pologne étaient déjà fortement usées et l’achat de nouvelles mitrailleuses était impossible, car il était interdit aux Allemands de continuer à les produire. Les mitrailleuses restantes en nombre important dans l’équipement de l’armée polonaise (Schwarzlose MG M.07/12, Maxim M 1910, Vickers M 1909 et Hotchkiss M 1914) tiraient d’autres munitions. Seules les Maxim M 1910 russes ont pu être adaptées, ce qui a été fait en créant le modèle Maxim M 1910/28. Les autres types ont dû être retirés et remplacés par un nouveau modèle.
En 1924, sous la pression de l’opinion pro-française dans l’état-major général, la Hotchkiss M 1914 a été choisie comme nouvelle mitrailleuse lourde pour l’armée polonaise, mais dans la version pour la cartouche allemande. Au tournant de 1924 et 1925, par décision des autorités militaires, 1250 mitrailleuses modifiées ont été commandées à l’entreprise Hotchkiss. Il a également été question de la production ultérieure de cette arme en Pologne. Les nouvelles mitrailleuses ont reçu la désignation de « modèle 25 ». Elles se distinguaient par un canon légèrement plus court et bien sûr leur munition Mauser de 7,9 mm,.
À l’été 1926, à l’école centrale de tir de Toruń, une nouvelle mitrailleuse lourde modèle 25 est testée. L’essai a montré un certain nombre d’inconvénients, comme la surchauffe importante du canon, ce qui entraîne son usure rapide, ainsi qu’une réduction significative de la précision par rapport au modèle 1914 d’origine. Ces défauts auraient probablement pu être éliminés, mais après le coup d'État de mai 1926, l’opinion pro-française dans l’état-major général s’affaiblit considérablement et la renégociation du contrat avec Hotchkiss fut complètement abandonnée,.
L’abandon des mitrailleuses modèle 25 a fait revenir la question du remplacement des mitrailleuses dans l’armée polonaise. En 1927, une nouvelle procédure de concours a été lancée, à la suite de laquelle la Browning M1917 A1 américaine a été sélectionné. Cependant, en raison de la mauvaise expérience lors de l’achat d’armes à l’étranger (il s’agit d’un contrat pour la mitrailleuse Browning modèle 1928) et du fait que les brevets de Colt en Pologne avaient déjà expiré et que la conception de Browning n’était pas protégée en Pologne, il a été décidé de copier cette conception, et la version modifiée sans licence de la Browning est entrée dans l’équipement de l’armée polonaise au début des années 1930 en tant que mitrailleuse lourde modèle 30,.

### L’utilisation du modèle 25 dans l’armée polonaise
Les mitrailleuses fournies par Hotchkiss sont allées à différents types de troupes. Cependant, en raison de leurs défauts, elles ont été retirées des unités d’infanterie en 1927 et transférées à l'artillerie, où les mitrailleuses tiraient moins intensément. Dans l’infanterie, dans la plupart des cas, elles ont été remplacées par de vieux modèles 1914.
Finalement, après avoir remplacé les canons par de nouveaux fabriqués en Pologne, les mitrailleuses modèle 25, sont allées principalement à l’arme blindée. Ils armaient par exemple les chenillettes TK-3 et TKS ainsi que les voitures blindées modèle 28, modèle 29 et modèle 34, ainsi que des chariots blindés Tatra T18 et quelques chars Renault FT,,.
Des chenillettes et des véhicules blindés ainsi armés de modèles 25 ont pris part aux combats pendant la campagne de septembre 1939. Après son achèvement, un certain nombre de véhicules TK-3 et TKS encore opérationnels ont été pris par les Allemands, puis introduits dans l'équipement de la Wehrmacht. Certains ont été réarmés avec des armes allemandes, tandis que d'autres ont été désarmés et utilisés comme tracteurs à chenilles,.
Les unités du Corps de protection des frontières étaient également équipées de mitrailleuses modèles 25. Elles étaient dans les 2e et 18e bataillons, où en 1930 elles ont finalement été remplacées par des modèles 1914.

### Le modèle 25 entre les mains des Allemands
Pendant la campagne de septembre 1939, l’armée allemande a pris le contrôle d’une grande quantité de blindés polonais qui étaient équipés de mitrailleuses modèle 25. Elles ont été reprises pour l’armement de la Wehrmacht sous la désignation de 7,9 mm sMG 238(p),
.

## Conception
Le modèle 25 était une modification de la mitrailleuse française Hotchkiss modèle 1914 refroidie par air, fonctionnant sur le principe d’utiliser l’énergie des gaz de combustion rejetés par l’évent latéral du canon. Il différait de l’original avec un canon plus court (755 mm de long), ainsi que des changements adaptant l’arme à la cartouche Mauser de 7,9 mm. Ces modifications consistaient à ajuster la courroie des cartouches, le support, la bague de culasse et le récepteur supérieur,.
Les exemplaires reçus par la Pologne en 1926 ont montré que ces changements étaient insuffisants. Le canon est resté inchangé, avec les rayures adaptées aux munitions françaises de 8 × 50 mm R Lebel. Cela a entraîné une réduction significative de la précision, car les munitions allemandes avaient un calibre de 0,1 mm plus petit et la trajectoire des projectiles était instable. En outre, la cartouche de 7,92 mm générait une pression maximale plus élevée, ce qui augmentait la cadence de tir et, dans le cas des armes avec une culasse oscillante, entraînait une usure accélérée et la fissuration des percuteurs, des fenêtres d’éjection et de leurs charnières. Le nombre d’enrayements était également plus élevé. Il y avait aussi le problème de la surchauffe des canons et de leur usure plus rapide, qui résultait de l’inadéquation des canons aux munitions utilisées en Pologne avec une balle dans une chemise en acier,.
Le modèle 25 pesait un poids de 23,8 kg, et son canon seul 9,9 kg. En raison de l’utilisation d’un canon plus court, la longueur totale de l’arme était diminuée et s’élevait à 1 289 mm. L’énergie initiale des projectiles de 7,9 mm était de 4 516 Joules. À titre de comparaison, dans le cas du modèle 1914, elle était de 2 873 Joules. Une telle augmentation de l’énergie entraînait une augmentation de la vitesse initiale à 840 m/s, contre 670 m/s dans le cas du modèle 1914.
Dans l’armée polonaise, les affûts les plus souvent utilisés pour le modèle 1914, ainsi que le modèle 25, étaient principalement l’affût tripode modèle 1916, pesant 24 kg,.
Le modèle 25 était alimenté par une bande rigide contenant 30 cartouches Mauser de 7,9 mm (ses sections pouvaient être combinées) ou, pour une utilisation dans les véhicules de combat, à partir d’une bande semi-rigide d’une capacité de 120 cartouches,.